# Коммуны Брюссельского столичного региона

Брюссельский столичный регион на карте Бельгии

Брюссельский столичный регион (нидерл. Brussels Hoofdstedelijk Gewest, фр. Région de Bruxelles-Capitale), являющийся одним из трёх регионов Бельгии и субъектом федерации наравне с Фламандским и Валлонским регионами, включает в себя 19 коммун.
Коммуны в Бельгии обладают автономией, закреплённой в Конституции, законодательными полномочиями и формируют свой собственный бюджет. Организационные возможности и компетенции коммун были установлены Коммунальным законом 1836 года и последующими правовыми актами. Во главе коммун находится совет, избираемый на всеобщих
пропорциональных сроком на шесть лет и состоящий из 7-55 депутатов (в зависимости от величины муниципалитета). В его компетенции находятся все вопросы местного уровня. В частности совет занимается решением вопросов, связанных с муниципальными предприятиями, общественными работами, формированием бюджета и местного налогообложения. Во главе исполнительной власти в коммунах находится назначаемый королём мэр по рекомендации избранного муниципального совета, который выдвигает его из своего состава (в крайне редких случаях им становится общественный деятель, не входящий в совет). Как правило мэр представляет сильнейшую партию или же партийную
коалицию, сформированную на местном уровне. Мэр председательствует в совете и правлении, основной его обязанностью является слежение за соблюдением законов и нормативных решений местного совета или правления.
Брюссельский столичный регион занимает площадь в 161 км² и имеет население в 1 218 255 жителей (на 1 января 2020 года). Столица региона — город Брюссель, который также является крупнейшей коммуной по численности населения и по площади. Самый же маленький — Сен-Жосс-тен-Ноде (1,1 км²).

## Список
В данном списке представлены коммуны Брюссельского столичного региона, их названия на нидерландском и французском языках, фотографии (панорамы, достопримечательности и т. д.), площадь, население (по данным за 2020 год), гербы, географические координаты, расположение на карте округа соответствующих муниципалитетов. В примечаниях указаны ссылки на официальные сайты коммун, а также на их страницы на сайте Брюссельского столичного региона. Доступна сортировка коммун по площади и населению (по возрастанию и убыванию), а также по округам, к которым они относятся.
| Название                                                                | Изображение       | Герб                                  | Площадь (км²) | Население (2020) | Координаты                     | Карта                                          | Прим.         |
| ----------------------------------------------------------------------- | ----------------- | ------------------------------------- | ------------- | ---------------- | ------------------------------ | ---------------------------------------------- | ------------- |
| Андерлехт нид. и фр. Anderlecht                                         | Андерлехт         | Герб муниципалитета Андерлехт         | 17,7          | 122 233          | 50°50′21″ с. ш. 4°19′47″ в. д. | Расположение муниципалитета на карте провинции | [ 7 ] [ 8 ]   |
| Беркем-Сент-Агат нид. Sint-Agatha-Berchem, фр. Berchem-Sainte-Agathe    | Беркем-Сент-Агат  | Герб муниципалитета Беркем-Сент-Агат  | 2,95          | 25 453           | 50°51′54″ с. ш. 4°17′41″ в. д. | Расположение муниципалитета на карте провинции | [ 9 ] [ 10 ]  |
| Брюссель нид. Bruxelles, фр. ville de Bruxelles                         | Брюссель          | Герб муниципалитета Брюссель          | 32,6          | 187 989          | 50°50′48″ с. ш. 4°21′06″ в. д. | Расположение муниципалитета на карте провинции | [ 11 ] [ 12 ] |
| Ватермаль-Буафор нид. Watermaal-Bosvoorde, фр. Watermael-Boitsfort      | Ватермаль-Буафор  | Герб муниципалитета Ватермаль-Буафор  | 12,9          | 25 217           | 50°47′53″ с. ш. 4°25′04″ в. д. | Расположение муниципалитета на карте провинции | [ 13 ] [ 14 ] |
| Волюве-Сен-Ламбер нид. Sint-Lambrechts-Woluwe, фр. Woluwe-Saint-Lambert | Волюве-Сен-Ламбер | Герб муниципалитета Волюве-Сен-Ламбер | 7,2           | 58 159           | 50°50′35″ с. ш. 4°25′32″ в. д. | Расположение муниципалитета на карте провинции | [ 15 ] [ 16 ] |
| Волюве-Сен-Пьер нид. Sint-Pieters-Woluwe, фр. Woluwe-Saint-Pierre       | Волюве-Сен-Пьер   | Герб муниципалитета Волюве-Сен-Пьер   | 8,9           | 42 078           | 50°50′13″ с. ш. 4°25′39″ в. д. | Расположение муниципалитета на карте провинции | [ 17 ] [ 18 ] |
| Гансхорен нид. и фр. Ganshoren                                          | Гансхорен         | Герб муниципалитета Гансхорен         | 2,5           | 25 259           | 50°52′13″ с. ш. 4°18′28″ в. д. | Расположение муниципалитета на карте провинции | [ 19 ] [ 20 ] |
| Жет (Етте) нид. и фр. Jette                                             | Жет               | Герб муниципалитета Жет               | 5,0           | 53 167           | 50°52′33″ с. ш. 4°19′28″ в. д. | Расположение муниципалитета на карте провинции | [ 21 ] [ 22 ] |
| Иксель нид. Elsene, фр. Ixelles                                         | Иксель            | Герб муниципалитета Иксель            | 6,34          | 88 215           | 50°49′59″ с. ш. 4°22′01″ в. д. | Расположение муниципалитета на карте провинции | [ 23 ] [ 24 ] |
| Кукельберг нид. и фр. Koekelberg                                        | Кукельберг        | Герб муниципалитета Кукельберг        | 1,2           | 21 888           | 50°51′38″ с. ш. 4°19′54″ в. д. | Расположение муниципалитета на карте провинции | [ 25 ] [ 26 ] |
| Моленбек-Сен-Жан нид. Sint-Jans-Molenbeek, фр. Molenbeek-Saint-Jean     | Моленбек-Сен-Жан  | Герб муниципалитета Моленбек-Сен-Жан  | 5,9           | 98 661           | 50°51′17″ с. ш. 4°20′19″ в. д. | Расположение муниципалитета на карте провинции | [ 27 ] [ 28 ] |
| Одергем нид. Oudergem, фр. Auderghem                                    | Одергем           | Герб муниципалитета Одергем           | 10,52         | 34 753           | 50°49′02″ с. ш. 4°25′37″ в. д. | Расположение муниципалитета на карте провинции | [ 29 ] [ 30 ] |
| Сен-Жиль нид. Sint-Gillis, фр. Saint-Gilles                             | Сен-Жиль          | Герб муниципалитета Сен-Жиль          | 2,5           | 49 284           | 50°49′36″ с. ш. 4°20′44″ в. д. | Расположение муниципалитета на карте провинции | [ 31 ] [ 32 ] |
| Сен-Жосс-тен-Ноде нид. Sint-Joost-ten-Node, фр. Saint-Josse-ten-Noode   | Сен-Жосс-тен-Ноде | Герб муниципалитета Сен-Жосс-тен-Ноде | 1,1           | 27 354           | 50°51′03″ с. ш. 4°22′09″ в. д. | Расположение муниципалитета на карте провинции | [ 33 ] [ 34 ] |
| Схарбек нид. Schaarbeek, фр. Schaerbeek                                 | Схарбек           | Герб муниципалитета Схарбек           | 8,1           | 131 804          | 50°52′03″ с. ш. 4°22′25″ в. д. | Расположение муниципалитета на карте провинции | [ 35 ] [ 36 ] |
| Уккел нид. Ukkel, фр. Uccle                                             | Уккел             | Герб муниципалитета Уккел             | 22,9          | 84 904           | 50°48′13″ с. ш. 4°20′02″ в. д. | Расположение муниципалитета на карте провинции | [ 37 ] [ 38 ] |
| Форе нид. Vorst, фр. Forest                                             | Форе              | Герб муниципалитета Форе              | 6,2           | 56 355           | 50°48′42″ с. ш. 4°19′05″ в. д. | Расположение муниципалитета на карте провинции | [ 39 ] [ 40 ] |
| Эвере нид. и фр. Evere                                                  | Эвере             | Герб муниципалитета Эвере             | 5,0           | 43 166           | 50°52′19″ с. ш. 4°24′12″ в. д. | Расположение муниципалитета на карте провинции | [ 41 ] [ 42 ] |
| Эттербек нид. и фр. Etterbeek                                           | Эттербек          | Герб муниципалитета Эттербек          | 3,1           | 48 865           | 50°50′10″ с. ш. 4°23′10″ в. д. | Расположение муниципалитета на карте провинции | [ 43 ] [ 44 ] |